# Medicine Hat
Medicine Hat est la sixième plus grande cité de la province canadienne de l'Alberta. Surnommée the Hat (le chapeau) par les habitants locaux, elle se trouve dans la portion sud-est de la province.

## Démographie
| 2001   | 2006   | 2011   | 2016   |
| ------ | ------ | ------ | ------ |
| 51 249 | 56 997 | 60 005 | 63 260 |

## Climat
| Mois                                  | jan.       | fév.       | mars       | avril      | mai        | juin      | jui.      | août      | sep.       | oct.       | nov.       | déc.       | année          |
| ------------------------------------- | ---------- | ---------- | ---------- | ---------- | ---------- | --------- | --------- | --------- | ---------- | ---------- | ---------- | ---------- | -------------- |
| Température minimale moyenne (°C)     | −14,1      | −11,3      | −6         | 0          | 5,4        | 9,9       | 12,4      | 11,6      | 5,9        | 0          | −7,5       | −12,6      | −0,5           |
| Température moyenne (°C)              | −8,4       | −5,5       | 0,1        | 7          | 12,4       | 16,7      | 20        | 19,3      | 13,2       | 6,9        | −1,8       | −7         | 6,1            |
| Température maximale moyenne (°C)     | −2,8       | 0,3        | 6,1        | 13,9       | 19,3       | 23,4      | 27,5      | 27        | 20,5       | 13,8       | 4          | −1,4       | 12,7           |
| Record de froid (°C) date du record   | −46,1 1886 | −46,1 1887 | −38,9 1897 | −26,7 1899 | −11,1 1899 | −1,1 1910 | 1,2 1992  | −0,6 1911 | −12,8 1934 | −28,7 1991 | −37,8 1896 | −45,6 1884 | −46,1 4/2/1887 |
| Record de chaleur (°C) date du record | 18,3 1931  | 21,1 1992  | 28,9 1911  | 35,6 1910  | 37,2 1911  | 41,7 1900 | 42,2 1886 | 41,1 1961 | 37,8 1967  | 33,9 1889  | 24,4 1903  | 20 1885    | 42,2 12/7/1886 |
| Ensoleillement (h)                    | 110        | 138,1      | 174,2      | 240,3      | 282,8      | 303,4     | 353,5     | 323,9     | 221,4      | 181,5      | 114,6      | 98,6       | 2 544,3        |
| Précipitations (mm)                   | 12,6       | 7,7        | 18,5       | 20,4       | 43,8       | 65,4      | 36,3      | 34,2      | 37,4       | 19,1       | 15         | 12,1       | 322,6          |
| dont neige (cm)                       | 14,9       | 9,2        | 15,5       | 6,3        | 5,6        | 0         | 0         | 0,4       | 1,7        | 6,9        | 14,4       | 13,3       | 88,2           |
| Nombre de jours avec précipitations   | 7,7        | 6,3        | 8,4        | 7,3        | 10,2       | 10,9      | 8,3       | 6,9       | 7,6        | 5,8        | 7,3        | 7,9        | 94,7           |
| Nombre de jours avec neige            | 7,8        | 6,4        | 7          | 2,9        | 1,4        | 0         | 0         | 0,04      | 0,46       | 2,2        | 6,4        | 7,7        | 42,2           |

| Diagramme climatique                                  |             |           |           |             |             |              |            |             |           |         |               |
| J                                                     | F           | M         | A         | M           | J           | J            | A          | S           | O         | N       | D             |
| −2,8−14,112,6                                         | 0,3−11,37,7 | 6,1−618,5 | 13,9020,4 | 19,35,443,8 | 23,49,965,4 | 27,512,436,3 | 2711,634,2 | 20,55,937,4 | 13,8019,1 | 4−7,515 | −1,4−12,612,1 |
| Moyennes : • Temp. maxi et mini °C • Précipitation mm |             |           |           |             |             |              |            |             |           |         |               |

## Étymologie
Le nom anglais de la ville est une traduction du terme siksika saamis, qui désigne la coiffe d'un chaman (medicine man). Dans ce contexte le mot medicine fait référence au pouvoir spirituel pouvant servir notamment à la guérison. Différentes légendes expliquent l'attribution du nom à cet endroit.

## Description
L'autoroute transcanadienne y passe et la rivière Saskatchewan-sud y coule.
Les municipalités de Dunmore, Seven Persons, Redcliff et Irvine sont considérées comme faisant partie de la région de Medicine Hat.
Au sud se trouvent les Montagnes des Cyprès.
L'écrivain Rudyard Kipling a écrit au sujet de Medicine Hat qu’ « elle a l’enfer comme sous-sol », mention aux vastes réserves de gaz naturel sur lesquelles elle est construite. Pour la même raison, la cité est connue comme La Cité du gaz.
Le paysage de Medicine Hat est dominé par la vallée de la rivière Saskatchewan-sud. Les ruisseaux de Seven Persons et de Ross confluent avec cette rivière aux limites de Medicine Hat. La cité offre un paysage de vallées, falaises, coulées...

## Naissances
- Trevor Linden, ancien joueur de hockey.
- Richard E. Taylor, physicien
- Jadyn Wong, actrice
- Sage Watson, athlète
- MacKenzie Porter, Chanteuse
- Tamara Lich, militante

## Liens externes

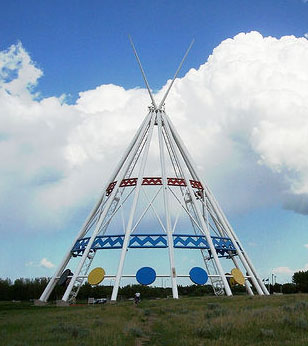
Le plus grand teepee du monde à Medecine Hat.